# Le Pèlerinage de Lourdes (encyclique)
Le pèlerinage de Lourdes est une lettre encyclique de Pie XII adressée aux évêques et archevêques de France. Écrite en français et signée le 2 juillet 1957 elle prépare au niveau universel de l’Église la commémoration de centenaire des apparitions de Notre-Dame à Lourdes.

## Contenu
À l’approche du centenaire des apparitions de Notre-Dame à Bernadette Soubirous (Lourdes, 11 février -16 juillet 1858) le pape Pie XII souligne l’importance de ce ‘siècle de dévotions mariales’ et des nombreuses grâces reçues par l’intercession de Notre-Dame, et pas seulement de celle qui est honorée et invoquée à Lourdes. 
Pie XII remarque que des liens particuliers unissent le Saint-Siège au sanctuaire de Lourdes. D’abord parce que les apparitions de Lourdes, où la ‘Belle Dame’ se présente comme ‘Je suis l’Immaculée conception’, ont lieu quelques années seulement après la définition solennelle du dogme de l’Immaculée conception (8 décembre 1854). Ensuite: tous les papes ont eu des attentions particulières vis-à-vis du sanctuaire de Lourdes : Pie IX (approbation en 1869) Léon XIII (messe spéciale ‘des apparitions’ en 1892 et construction d’une grotte de Massabielle au Vatican), Pie X (création du siège épiscopal de ‘Tarbes et Lourdes’ en 1912), Benoît XV (indulgences spéciales à Lourdes), Pie XI, qui visita Lourdes comme pèlerin (béatification et canonisation de Bernadette Soubirous, en 1925 et 1933).

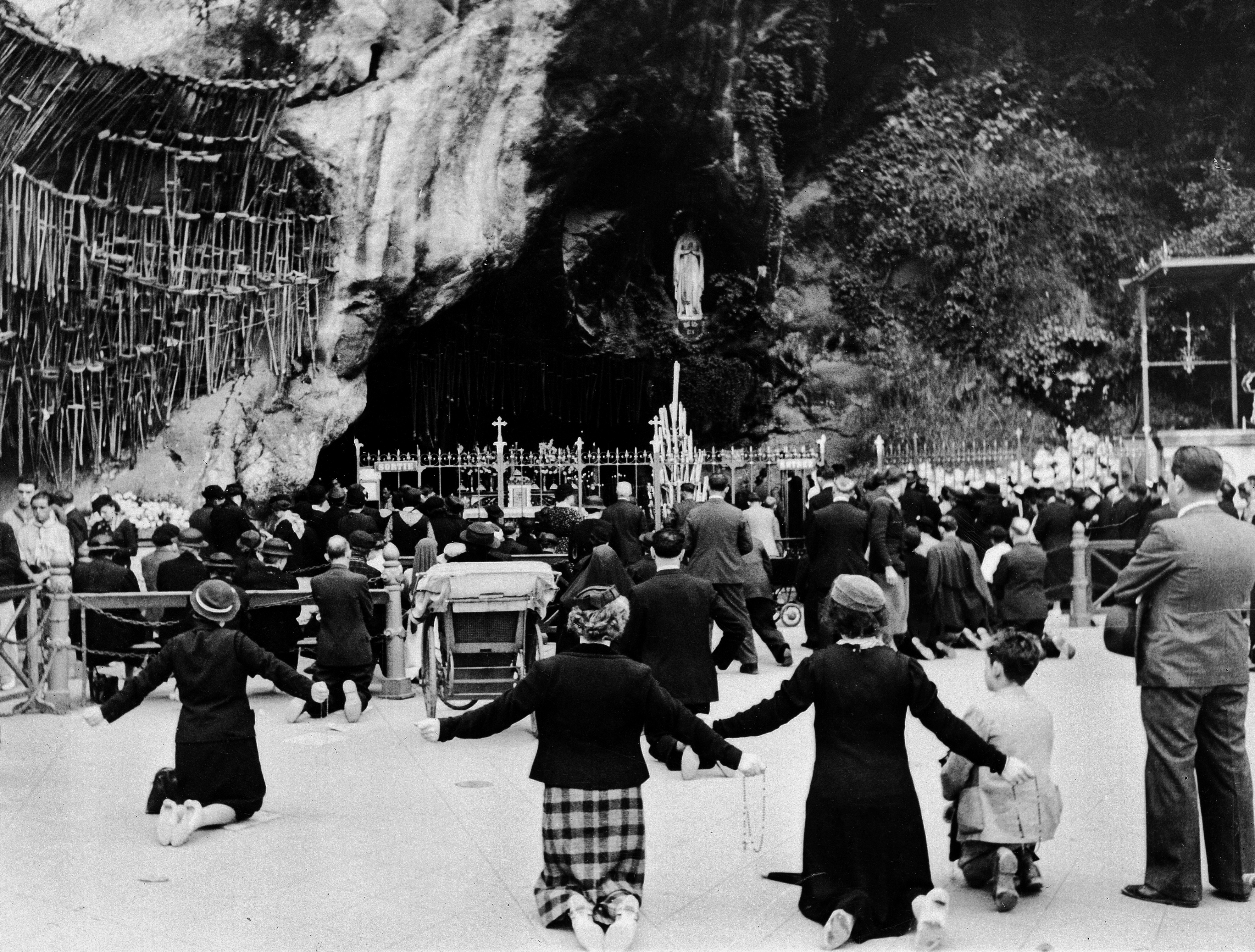
Pèlerins devant la grotte de Lourdes (vers 1950)

Citant son prédécesseur Pie XI le pape conclut que « ce sanctuaire passe maintenant à juste titre pour l'un des principaux sanctuaires mariaux du monde » et les souverains pontifes, conscients de l’importance de ces pèlerinages, « n’ont jamais cessé de les enrichir de faveurs spirituelles. »
Cependant la grandeur de cette année jubilaire ne sera vraiment acquise que dans la réponse de l’homme au message de Notre-Dame à Bernadette, l’humble admission qu’il est pécheur.  À l’appel de Marie « pénitence, pénitence, pénitence ! », auquel est joint une l’invitation concrète à Bernadette « Allez baiser la terre en pénitence pour les pécheurs » et l’exhortation « Vous priez Dieu pour les pécheurs », l’homme d'aujourd’hui doit répondre par une authentique conversion spirituelle.   Et pas seulement une conversion personnelle mais sociale, conduisant à un effort commun pour un renouveau chrétien de la société ravagée par le matérialisme qui se répand.